# 室山駅
室山駅（むろやまえき）は、かつて三重県四日市市に存在した、近畿日本鉄道（近鉄）八王子線の駅である。
並行して流れる天白川の氾濫で1974年（昭和49年）に休止、1976年（昭和51年）に廃線となった同線の西日野駅 - 伊勢八王子駅間に存在した、唯一の中間駅である。

## 概要
近鉄八王子線（当時は三重軌道）が1912年（大正元年）に開業した際に設置された駅の一つである。駅は単式ホーム1面1線を持つ地上駅であった。
駅名は、天平年間に聖武天皇の勅命により行基が建立したとされる寺院「無漏山法蔵寺」（むろうざん ほうぞうじ）に由来する地名「室山」から採られている。
駅周辺は酒蔵の町として知られており、近隣には現存する神楽酒造（かぐらしゅぞう）がある。

## 歴史
- 1912年（大正元年）8月14日：三重軌道が開設
- 1916年（大正5年）7月19日：三重軌道が運営を三重鉄道に移管
- 1944年（昭和19年）2月11日：三重鉄道が三重交通に統合
- 1964年（昭和39年）2月1日：鉄道部門を三重交通から三重電気鉄道に分離
- 1965年（昭和40年）4月1日：三重電気鉄道が近畿日本鉄道に合併
- 1974年（昭和49年）7月25日：日永 - 伊勢八王子間が集中豪雨で不通となり休止
- 1976年（昭和51年）4月1日：上記区間のうち、復旧しなかった西日野 - 伊勢八王子間が正式に廃止されたため、当駅も廃駅となる。

## 駅構造
休止時には、天白川に沿って単式ホーム1面1線があるだけの中間駅であった。

## 利用状況
- 主として通学・通勤用に利用された。
- 室山駅の利用状況の変遷を下表に示す。
  - 輸送実績（乗車人員）の単位は人であり、年度での総計値を示す。年度間の比較に適したデータである。
  - 乗降人員調査結果は任意の1日における値（単位：人）である。調査日の天候・行事等の要因によって変動が大きいので年度間の比較には注意を要する。
  - 表中、最高値を赤色で、最高値を記録した年度以降の最低値を青色で、最高値を記録した年度以前の最低値を緑色で表記している。

| 年 度              | 当駅分輸送実績（乗車人員）：人／年度 | 当駅分輸送実績（乗車人員）：人／年度 | 当駅分輸送実績（乗車人員）：人／年度 | 当駅分輸送実績（乗車人員）：人／年度 | 乗降人員調査結果 人／日 | 乗降人員調査結果 人／日 | 特 記 事 項                 |
| ------------------ | ------------------------------------ | ------------------------------------ | ------------------------------------ | ------------------------------------ | ----------------------- | ----------------------- | --------------------------- |
| 年 度              | 通勤定期                             | 通学定期                             | 定期外                               | 合 計                                | 調査日                  | 調査結果                | 特 記 事 項                 |
| 1958年（昭和33年） | 84,715                               | ←←←←                                 | 69,463                               | 154,178                              |                         |                         |                             |
| 1959年（昭和34年） |                                      | ←←←←                                 |                                      |                                      |                         |                         |                             |
| 1960年（昭和35年） |                                      | ←←←←                                 |                                      |                                      |                         |                         |                             |
| 1961年（昭和36年） |                                      | ←←←←                                 |                                      |                                      |                         |                         |                             |
| 1962年（昭和37年） |                                      | ←←←←                                 |                                      |                                      |                         |                         |                             |
| 1963年（昭和38年） |                                      | ←←←←                                 |                                      |                                      |                         |                         |                             |
| 1964年（昭和39年） |                                      | ←←←←                                 |                                      |                                      |                         |                         |                             |
| 1965年（昭和40年） | 113,300                              | ←←←←                                 | 39,819                               | 153,119                              |                         |                         |                             |
| 1966年（昭和41年） | 108,240                              | ←←←←                                 | 55,423                               | 163,663                              |                         |                         |                             |
| 1967年（昭和42年） | 112,650                              | ←←←←                                 | 52,868                               | 165,518                              |                         |                         |                             |
| 1968年（昭和43年） | 100,590                              | ←←←←                                 | 46,875                               | 147,465                              |                         |                         |                             |
| 1969年（昭和44年） | 93,000                               | ←←←←                                 | 48,278                               | 141,278                              |                         |                         |                             |
| 1970年（昭和45年） | 133,050                              | ←←←←                                 | 56,214                               | 189,264                              |                         |                         |                             |
| 1971年（昭和46年） | 153,030                              | ←←←←                                 | 56,183                               | 209,213                              |                         |                         |                             |
| 1972年（昭和47年） | 158,760                              | ←←←←                                 | 44,305                               | 203,065                              |                         |                         |                             |
| 1973年（昭和48年） | 176,730                              | ←←←←                                 | 44,695                               | 221,425                              |                         |                         |                             |
| 1974年（昭和49年） | 162,450                              | ←←←←                                 | 18,797                               | 181,247                              |                         |                         | 集中豪雨により不通 バス代行 |
| 1975年（昭和50年） | 125,190                              | ←←←←                                 | 9,728                                | 134,918                              |                         |                         | 集中豪雨により不通 バス代行 |
| 1976年（昭和51年） | 0                                    | ←←←←                                 | 0                                    | 0                                    |                         |                         | 廃止                        |

## 駅跡
駅の跡地は、天白川と道路に挟まれた場所に位置していた。現在、駅舎などの建造物は残っておらず、具体的な遺構を見つけることは困難である。跡地の正確な地番は特定されていないが、三重交通バスの「室山」バス停が駅のあった場所の目安となる。
なお、当駅の駅名標は廃止後、近くにある清酒工場に寄贈された。

## 隣の駅
近畿日本鉄道
■八王子線（廃止区間）
西日野駅 - 室山駅 - 伊勢八王子駅